# Margarita (Włochy)
Margarita – miejscowość i gmina we Włoszech, w regionie Piemont, w prowincji Cuneo.
Według danych na rok 2004 gminę zamieszkiwało 1297 osób, 117,9 os./km².